# Asad Qaiser

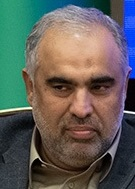
Asad Qaiser (2018)

Asad Qaiser (Urdu اسد قیصر, * 15. November 1969 oder 1968) ist ein pakistanischer Politiker. Er ist seit August 2018 im Amt und seit August 2018 Mitglied der Nationalversammlung von Pakistan und war von 2013 bis 2018 Mitglied der Provinzversammlung von Khyber Pakhtunkhwa und diente von Mai 2013 bis August 2018 als deren 14. Sprecher.

## Leben
Asad Qaiser wurde in Swabi, Khyber Pakhtunkhwa, geboren. Seinen Bachelor machte Qaiser auch in Swabi. Qaiser war nach seinem Abschluss regionaler Vorsitzender der Jugendorganisation der Jamaat-e-Islami Pakistan.
Asad Qaiser begann seine politische Karriere bei der Jamaat-e-Islami Pakistan. 1986 wurde er als Kandidat der Islami Jamiat-e-Talaba zum Bürgermeister des Kotha College Swabi gewählt. Das Amt übte er für zwei Jahre aus.
Asad Qaiser trat 1996 der Pakistan Tehreek-e-Insaf bei und wurde im gleichen Jahr als regionaler Präsident nominiert.
Bei den Parlamentswahlen in Pakistan 2013 trat er in seinem Wahlkreis in Swabi an und sicherte sich einen Sitz im Parlament von Pakistan. Er erhielt 48.576 Stimmen und schlug den Kandidaten Attaul Haq, der Jamiat Ulema-e Islam (F). Qaiser wurde außerdem in die Provinzversammlung von Khyber Pakhtunkhwa gewählt. Er erhielt 14.165 Stimmen und schlug den Kandidaten Gul Zamin Shah, der PML-N. Asad Qaiser entschied sich für den Sitz in der Provinzversammlung und gegen den Sitz im Parlament. Im Mai 2013 wurde Asad Qaiser zum 14. Sprecher der Provinzversammlung Khyber Pakhtunkhwas gewählt.
Bei der Parlamentswahl in Pakistan 2018 wurde Qaiser in seinem Wahlkreis wiedergewählt. Er erhielt 31.658 Stimmen und schlug den Kandidaten Maulana Fazal Ali Haqqani der Awami National Party. Die Wiederwahl gilt für die Provinzversammlung und die Nationalversammlung. Er schlug den Kandidaten Sajjid Ahmed und erhielt 78.970 Stimmen Anschließend gab er seinen Sitz in der Provinzversammlung auf.
Im August 2018 wurde Asad von seiner Partei als Sprecher des Parlaments nominiert und er gewann die Wahl gegen den Kandidaten Syed Khurshid Ahmed Shah, der PML-N. Er erhielt 176 Stimmen.